# Greatest Hits (альбом The Notorious B.I.G.)
| Оценки критиков | Оценки критиков |
| Источник        | Оценка          |
| --------------- | --------------- |
| About.com       | [ 1 ]           |
| AllMusic        | [ 2 ]           |
| RapReviews      | (8/10)          |
| Rolling Stone   | [ 4 ]           |
| The Skinny      | [ 5 ]           |
| Stylus Magazine | B−              |

Greatest Hits — сборник лучших хитов The Notorious B.I.G. Альбом был выпущен 6 марта 2007 года лейблами Bad Boy Records и Atlantic Records за три дня до 10-й годовщины его смерти.
Альбом подвергся критике за то, что в него не вошли многие из самых главных хитов Notorious B.I.G., включая: «Mo Money Mo Problems», «Going Back to Cali», «Player’s Anthem» и «Sky’s the Limit». Его также критиковали за ненужность, учитывая ограниченное количество материала, который Notorious B.I.G. выпустил при жизни, и низкое качество его посмертно опубликованных работ.
Greatest Hits дебютировал в американском Billboard 200 на первом месте в рейтинге от 14 марта 2007 года, за первую неделю с момента выхода было продано 100 000 копий. По состоянию на 2019 год, это последний сборник лучших хитов, дебютировавший на первой позиции в Billboard 200. Это 3-й альбом рэпера, занявший первое место в Billboard 200.
За четыре недели альбом был продан тиражом 178 702 экземпляра. Альбом получил платиновый сертификат BPI и RIAA и был продан в США в количестве более 1 003 000 экземпляров.

## Список композиций
| №   | Название                                                                           | Альбом                                                               | Длительность |
| --- | ---------------------------------------------------------------------------------- | -------------------------------------------------------------------- | ------------ |
| 1.  | «Juicy»                                                                            | Ready to Die (1994)                                                  | 5:02         |
| 2.  | «Big Poppa»                                                                        | Ready to Die                                                         | 4:10         |
| 3.  | «Hypnotize» (при участии Pam from Total)                                           | Life After Death (1997)                                              | 3:50         |
| 4.  | «One More Chance (Stay With Me Remix)» (при участии Фейт Эванс и Мэри Джей Блайдж) | Bad Boy's Greatest Hits Volume 1 (2005) (изначально из Ready to Die) | 4:28         |
| 5.  | «Get Money» (совместно с Junior M.A.F.I.A.)                                        | Conspiracy (1995)                                                    | 4:35         |
| 6.  | «Warning»                                                                          | Ready to Die                                                         | 3:39         |
| 7.  | «Dead Wrong» (при участии Эминема)                                                 | Born Again (1999)                                                    | 4:58         |
| 8.  | «Who Shot Ya?»                                                                     | Ready to Die - The Remaster и Born Again                             | 5:17         |
| 9.  | «Ten Crack Commandments»                                                           | Life After Death                                                     | 3:24         |
| 10. | «Notorious Thugs» (при участии Bone Thugs-N-Harmony)                               | Life After Death                                                     | 6:08         |
| 11. | «Notorious B.I.G.» (при участии Lil’ Kim и Diddy)                                  | Born Again                                                           | 3:12         |
| 12. | «Nasty Girl» (при участии Diddy, Нелли, Jagged Edge и Avery Storm)                 | Duets: The Final Chapter (2005)                                      | 4:47         |
| 13. | «Unbelievable»                                                                     | Ready to Die                                                         | 3:40         |
| 14. | «Niggas Bleed»                                                                     | Life After Death                                                     | 4:52         |
| 15. | «Running Your Mouth» (при участии Snoop Dogg, Fabolous, Nate Dogg и Басты Раймс)   | ранее неизданный                                                     | 3:33         |
| 16. | «Want That Old Thing Back» (при участии Джа Рула и Ralph Tresvant)                 | ранее неизданный                                                     | 4:59         |
| 17. | «Fuck You Tonight» (при участии Ара Келли)                                         | Life After Death                                                     | 5:45         |

| №   | Название                                               | Альбом           | Длительность |
| --- | ------------------------------------------------------ | ---------------- | ------------ |
| 18. | «Mo Money Mo Problems» (при участии Puff Daddy и Mase) | Life After Death | 4:17         |

## Чарты
| Чарт (2007—2021)                       | Высшая позиция |
| -------------------------------------- | -------------- |
| Австралия (ARIA)                       | 36             |
| Бельгия/Фландрия (Ultratop)            | 105            |
| Канада (Canadian Albums Chart)         | 21             |
| Великобритания (UK Albums Chart)       | 57             |
| Великобритания (UK R&B Albums Chart)   | 4              |
| США (Billboard 200)                    | 1              |
| США (Billboard Top R&B/Hip-Hop Albums) | 1              |
| США (Billboard Top Rap Albums)         | 1              |

| Чарт (2007)                            | Позиция |
| -------------------------------------- | ------- |
| США Top R&B/Hip-Hop Albums (Billboard) | 60      |
| Чарт (2017)                            | Позиция |
| США Billboard 200                      | 169     |
| Чарт (2018)                            | Позиция |
| США Billboard 200                      | 133     |
| Чарт (2019)                            | Позиция |
| США Billboard 200                      | 144     |
| Чарт (2020)                            | Позиция |
| США Billboard 200                      | 118     |
| Чарт (2021)                            | Позиция |
| США Billboard 200                      | 105     |
| США Top R&B/Hip-Hop Albums (Billboard) | 75      |

## Сертификации
| Регион | Сертификация | Продажи   |
| --- | ------------ | --------- |
| Австралия (ARIA) | Платиновый   | 70 000^   |
| Великобритания (BPI) | Платиновый   | 300 000   |
| США (RIAA) | Платиновый   | 1 000 000 |
| ^ Данные о тиражах приведены только на основе сертификации. · Данные о продажах + прослушиваниях приведены только на основе сертификации. |              |           |